# Chiffrement de disque
Pour les articles homonymes, voir FDE et Chiffrement.
 (2022).
Sa qualité peut être largement améliorée en utilisant un vocabulaire plus directement compréhensible.
Le chiffrement de disque (disk encryption, full disk encryption ou FDE en anglais) est une technologie qui protège l’information en la transformant en un code illisible qui ne peut pas être déchiffré facilement par les personnes qui n’y sont pas autorisées. Le chiffrement de disque utilise un logiciel de chiffrement de disque (en) ou le matériel de chiffrement de disque (en) pour chiffrer chaque bit des données sur un disque dur ou un volume. Le chiffrement de disque lutte contre les accès non autorisés au système de stockage de données.

## Chiffrement en temps réel
Le chiffrement en temps réel, aussi appelé chiffrement à la volée (en anglais On-the-fly encryption ou OTFE), est une méthode utilisée par le logiciel de chiffrement de disque (en). Les données sont automatiquement chiffrées ou déchiffrées comme elles sont chargées ou sauvegardées.
Avec le chiffrement à la volée, les fichiers sont accessibles immédiatement après avoir entré la clé de chiffrement, et le volume est normalement monté comme un disque physique, rendant les fichiers accessibles comme si aucun n’était chiffré. Aucune donnée stockée dans le volume chiffré ne peut être lue  (déchiffrée) sans utiliser le bon mot de passe ou le bon fichier clé ou la bonne clé de chiffrement. Le système de fichiers entier dans le volume est chiffré (y compris les noms de fichiers et dossier, le contenu de ces derniers, et les autres métadonnées).
Pour être transparent avec l’utilisateur, le chiffrement à la volée a généralement besoin d’utiliser des pilotes pour permettre le processus de chiffrement. Même si les droits d’administrateur sont normalement nécessaires pour installer les pilotes, chiffrer les volumes peut être fait par des utilisateurs normaux sans ces privilèges.
En général, toutes les méthodes pour lesquelles les données sont chiffrées à la volée en écriture et déchiffrées à la lecture peuvent être appelées chiffrement transparent.

## Chiffrement de disque contre un chiffrement de fichiers par niveaux
Le chiffrement de disque ne doit pas remplacer le chiffrement de fichiers dans toutes les situations. Le chiffrement de disque est parfois utilisé en même temps que le chiffrement de fichiers par niveaux (en) dans l’objectif d’assurer une meilleure sécurité. Comme le chiffrement de disque utilise généralement la même clé de chiffrement pour chiffrer un volume entier, toutes les données sont déchiffrables quand le système fonctionne. Cependant, certaines solutions de chiffrement de disque utilisent plusieurs clés pour chiffrer différentes partitions. Si un attaquant obtient l’accès à l’ordinateur pendant qu’il est en fonctionnement, l’attaquant a accès à tous les fichiers. Conventionnellement, le chiffrement des fichiers et dossiers permet plutôt différentes clés pour différentes parties du disque. Ainsi un attaquant ne peut pas extraire d’information depuis les fichiers et dossiers chiffrés qu’il a volé.
Contrairement au chiffrement de disque, le chiffrement de fichiers par niveaux ne chiffre pas habituellement les métadonnées du système de fichiers, tels que la structure du répertoire, les noms de fichiers, les dates de modification ou tailles de fichiers.

## Chiffrement de disque etTrusted Platform Module
Un Trusted Platform Module (TPM) est un cryptoprocesseur sécurisé intégré à la carte mère qui peut être utilisé pour authentifier un périphérique matériel. Comme chaque puce TPM est unique pour chaque dispositif, il est capable d’effectuer l’authentification de plate-forme. Il peut être utilisé pour vérifier qu’un système cherchant un accès soit bien sur le système attendu.
Un nombre limité de solutions de chiffrement de disque supportent TPM. Ces implémentations peuvent dissimuler le déchiffrement en utilisant le TPM, ainsi on attache le disque dur à un appareil particulier. Si le disque dur est éjecté de l’appareil et placé dans un autre, le processus de déchiffrement échouera. Il est possible de récupérer les données avec un mot de passe de déchiffrement ou un jeton d’authentification.
Cependant cela a l’avantage que le disque ne puisse pas être supprimé depuis l’appareil, ce qui pourrait créer un point individuel de défaillance dans le chiffrement. Par exemple si quelque chose arrive au TPM ou à la carte mère, un utilisateur ne sera pas autorisé à avoir accès aux données en connectant le disque dur à un autre ordinateur, sauf si cet utilisateur a un clé de récupération séparée.

## Implémentation
Il y a de nombreux outils disponibles sur le marché qui permettent de chiffrer un disque. Cependant, ils varient beaucoup du point de vue des fonctionnalités et de la sécurité. Ils peuvent être divisés en trois grandes catégories : logiciel de chiffrement de disque (en), chiffrement matériel dans un disque de stockage, chiffrement matériel autre part (comme le CPU ou le contrôleur hôte de bus).
Le chiffrement intégral du disque basé sur le matériel (en) dans l’appareil est appelés auto-chiffrement et n’a pas d’impact sur la performance du tout. En outre, la clé de chiffrement de support ne quitte jamais le dispositif et n’est donc pas accessible pour un virus dans le système d’exploitation.
Le lecteur Trusted Computing Group Opal permet à l’industrie d’accepter une standardisation pour les lecteurs à auto-chiffrement. Le matériel externe est beaucoup plus rapide que les solutions logicielles même si les versions de CPU peuvent encore avoir un impact sur les performances et si les clés de chiffrement des médias ne sont pas aussi bien protégés.
Toutes les solutions pour le lecteur de démarrage nécessitent une composante d’authentification avant le démarrage (en) qui est disponible pour tous les types de solutions pour un certain nombre de fournisseurs. Il est important dans tous les cas que les informations d’authentification aient habituellement un faible potentiel maximum puisque la cryptographie symétrique est généralement forte.

## Système de récupération de données et de mot de passe
Les systèmes de récupération sécurisés et sûrs sont essentiels pour le déploiement à grande échelle de toutes les solutions de chiffrement de disque dans une entreprise. La solution doit fournir un moyen facile mais sécuritaire de récupérer les mots de passe (surtout les données importantes) au cas où l’utilisateur quitte l’entreprise sans noter le mot de passe ou l’oublie.

### Le système de questions de sécurité
Le système de récupération de mot de passe par l’authentification via des questions de sécurité permet au mot de passe d’être récupéré d’une manière sûre. Un nombre limité de solutions de chiffrement permettent cela.
Les avantages du système de récupération via des questions de sécurité :
1. Pas besoin pour l’utilisateur de garder un disque avec la clé de récupération.
2. Pas de donnée secrète échangée durant le processus de récupération.
3. Aucune information ne peut être volée.
4. Pas besoin d’une connexion internet, par exemple : ça marche pour les utilisateurs qui viennent de déménager.

### Système de récupération avec un fichier de mot de passe de récupération d’information d’urgence
Un fichier d’information d’urgence fournit une alternative pour la récupération si le système de questions de sécurité n’est pas faisable à cause du coût des opérateurs du service d’assistance pour les petites entreprises ou les défis de mise en œuvre
Quelques avantages du système de récupération avec un fichier de mot de passe de récupération d’information d’urgence :
1. Les petites entreprises peuvent l’utiliser sans que ce soit trop difficile à mettre en place.
2. Pas de donnée secrète échangée durant le processus de récupération.
3. Aucune information ne peut être volée.
4. Pas besoin d’une connexion internet, par exemple : ça marche pour les utilisateurs qui viennent de déménager.

## Problèmes de sécurité
La plupart des systèmes de chiffrement complet de disque sont vulnérables aux attaques par démarrage à froid, qui permettent de voler la clé de chiffrement en démarrant à froid une machine qui fonctionnait déjà et à laquelle on vide le contenu de la mémoire vive statique avant qu’il ne disparaisse. L’attaque s’appuie sur la rémanence des données de la mémoire de l’ordinateur, qui fait que les bits de données peuvent prendre plusieurs minutes à disparaître une fois l’alimentation coupée. Même si une puce TPM n’est pas vraiment efficace contre l’attaque, le système d’exploitation a besoin de garder la clé dans la mémoire pour accéder au disque.
Tous les systèmes de chiffrement sont vulnérables à une attaque par canal auxiliaire comme la cryptanalyse acoustique ou un enregistreur de frappe matériel. En revanche, les lecteurs à auto-chiffrement ne sont pas vulnérables aux autres attaques car la clé de chiffrement matériel ne peut jamais quitter le contrôleur du disque.

## Chiffrement complet du disque

### Avantages
Le chiffrement total du disque a de nombreux avantages comparé au chiffrement standard de fichiers ou aux partitions chiffrées. En voici quelques-uns :
1. Presque tout y compris l’espace swap et les fichiers temporaires est chiffré. Le chiffrement de ces fichiers est important, car ils peuvent révéler des données confidentielles importantes. Avec l’installation de logiciels, le code de démarrage peut cependant ne pas être chiffré[note 1].
2. Avec le chiffrement complet du disque, la décision de chiffrer des fichiers individuels n’est pas laissée aux utilisateurs. C’est important pour les situations dans lesquelles les utilisateurs pourraient ne pas vouloir ou pourraient oublier de chiffrer des fichiers sensibles.
3. La destruction des données des clés de cryptographie, rend les données contenues immédiatement inutiles. Toutefois, si la sécurité vers de futures attaques est un sujet de préoccupation, la purge ou la destruction physique est conseillée.

### Le problème de clé au démarrage
Un problème à régler avec chiffrement complet du disque, est que les blocs où le système d’exploitation est stocké doivent être déchiffrés avant que le système d’exploitation puisse démarrer, ce qui signifie que la clé doit être disponible avant qu’il y ait une interface utilisateur pour demander un mot de passe. La plupart des solutions de chiffrement de disque complet utilisent une authentification de pré-démarrage (en) en chargeant un petit système d’exploitation hautement sécurisé qui est strictement verrouillé et haché par rapport à des variables du système pour vérifier l’intégrité du noyau de Pre-démarrage. Certaines implémentations tels que BitLocker Drive Encryption peut faire usage de matériel tel qu’un Trusted Platform Module pour assurer l’intégrité de l’environnement de démarrage, et ainsi faire échouer des attaques qui ciblent les chargeurs de démarrage en le remplaçant par une version modifiée. Cela garantit que l’authentification peut avoir lieu dans un environnement contrôlé, sans la possibilité qu’un rootkit soit utilisé pour effectuer le déchiffrement de pré-démarrage.
Avec un environnement d’authentification de pré-démarrage (en),la clé utilisée pour chiffrer les données n’est pas déchiffrée tant qu'une clé externe n’est pas entrée dans le système.
Solutions pour le stockage de la clé externe comprennent :
- Identifiant / mot de passe
- L’utilisation d’une Carte à puce en combinaison avec un code PIN
- L’utilisation d’une méthode d’authentification biométrique comme une empreinte digitale
- L’utilisation d’un dongle pour stocker la clé, en supposant que l’utilisateur ne permettra pas au dongle d’être volé avec l’ordinateur portable ou que le dongle est chiffré.
- L’utilisation d’un pilote au démarrage qui peut demander un mot de passe à l’utilisateur
- L’utilisation d’un échange de réseau pour récupérer la clé, par exemple dans le cadre d'un démarrage PXE
- L’utilisation d’une TPM pour stocker la clé de déchiffrement, ce qui empêche l’accès non autorisé à la clé de déchiffrement ou de subversion du chargeur de démarrage.
- Utilisez une combinaison de ce qui précède

Toutes ces possibilités ont des degrés variables de sécurité, mais la plupart sont meilleures qu’avoir un disque non chiffré.
FileVault 2 chiffre le volume de démarrage de Mac OS X dans son intégralité ; les données autorisées aux utilisateurs du disque entièrement chiffré sont chargées depuis un disque amorçable non chiffré (partition/slice type Apple_Boot). Sur les systèmes qui utilisent master boot record, une partie du disque reste non chiffrée. Quelques systèmes de chiffrement intégral du disque basé sur le matériel (en) peuvent correctement chiffrer un disque amorçable en entier, y compris s’il utilise master boot record.